# Kľačno
Kľačno (in tedesco Geidel, in ungherese Nyitrafő) è un comune della Slovacchia facente parte del distretto di Prievidza, nella regione di Trenčín.
Fu menzionato per la prima volta in un documento storico nel 1413 con il nome di Gejdel quando venne fondato da coloni tedeschi. All'epoca la giustizia veniva amministrata secondo il diritto germanico. Successivamente passò alla Signoria di Bojnice e poi ai conti Pálffy. Nel XVII secolo subì le razzie dei banditi Kuruci, gruppi di sbandati e disertori, in fuga dalle guerre che devastarono la regione in quegli anni.